# 도쿄 자미

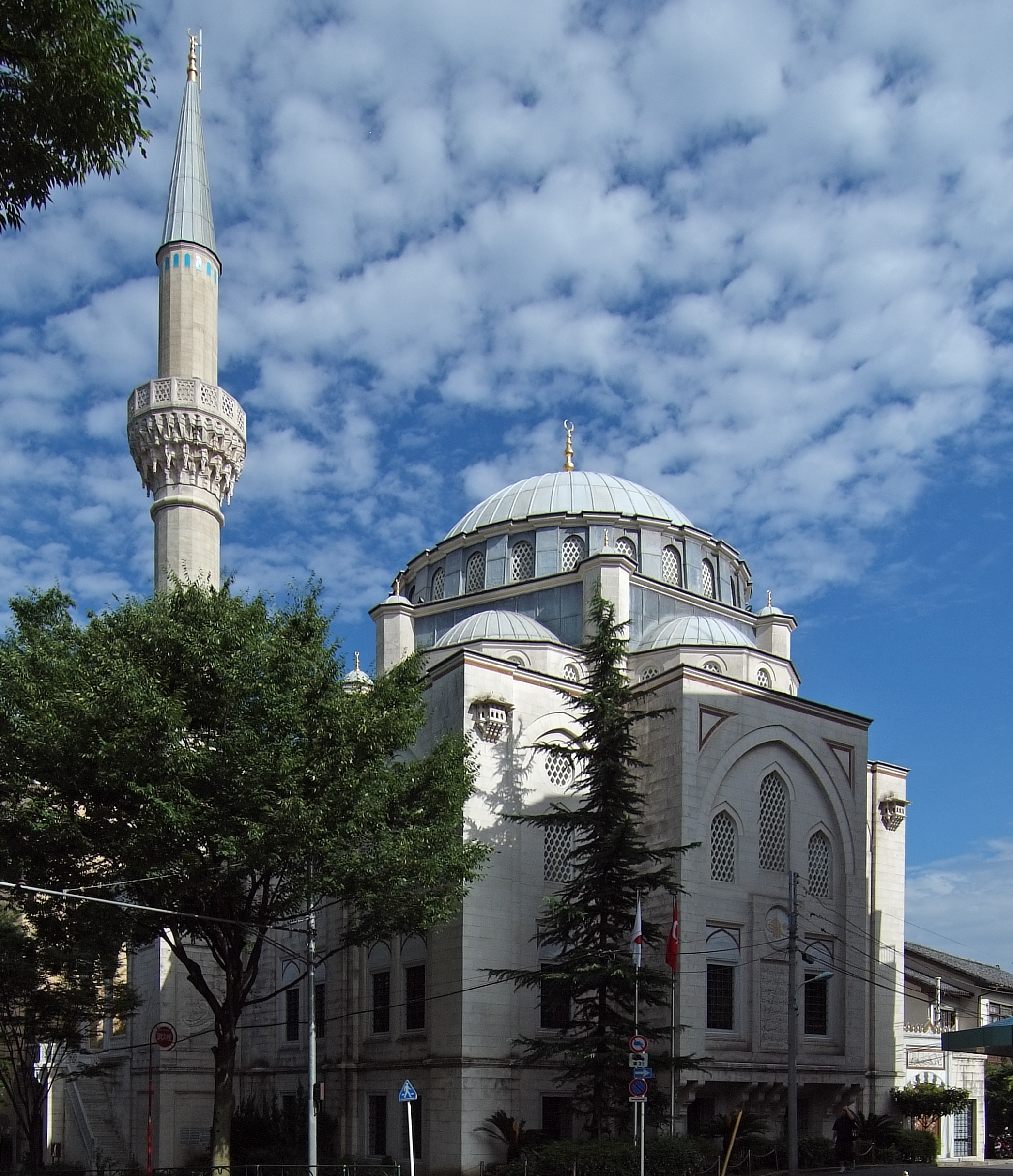
도쿄 자미 전경

도쿄 자미(일본어: 東京ジャーミイ)는 일본 도쿄도 시부야구 요요기우에하라에 있는 모스크이다. 그러나 해당 모스크는 실제로 주일 터키 대사관이 소유하고 있으며, 종교 법인인 도쿄 터키 디야넷 자미(일본어: 東京トルコディヤーネットジャーミィ)에 의해 운영되고 있다. 모스크의 광열비 등은 터키 종교청이 튀르키예 리라 또는 일본 엔 등으로 부담하고 책임자인 이맘도 종교청에서 별도로 파견시킨다. 그리고 이슬람교와 터키 문화를 소개하는 터키 문화센터가 함께 병설되어 있는 시설로 널리 알려져 왔다. 그리고 일본에 거주하고 있는 이슬람교 교도들을 위한 종교 시설로, 일본 전국 각지에서 모이는 경우도 있고, 때로는 동남아시아, 파키스탄, 이란, 아랍권 등지로부터 순례하러 오가는 순례객들도 도쿄 자미를 거쳐서 오가는 경우도 있다.

## 같이 보기
- 고베 모스크
- 이슬람교
- 일본의 종교